# Disco Extravaganza
Disco Extravaganza (с англ. — «Феерия диско») — дебютный студийный альбом шведской поп-группы Army of Lovers, изданный весной 1990 года.

## Об альбоме
Первоначально альбом предполагалось выпускать в пределах скандинавских стран, что и произошло, однако зимой 1990/91 годов, когда коллектив выступал в Японии, песни Army of Lovers получили популярность у местных слушателей, вследствие чего альбом стал продаваться и там, спустя несколько месяцев войдя в топ-50 популярнейших альбомов из когда-либо изданных в Японии.
Композиция «Viva la Vogue» была использована в качестве саундтрека для американской комедии «Ни слова маме о смерти няни».
Дебютный альбом группы оказался не слишком популярным. Впоследствии две композиции из этого альбома, а именно, «Supernatural» и «Ride the Bullet», были перезаписаны для включения во второй, самый успешный альбом Army of Lovers, «Massive Luxury Overdose».
В США альбом называется просто Army of Lovers и несколько отличается от основной версии. Так, в американский вариант вошли ремиксы на некоторые композиции c первого альбома.

## Список композиций
Первое издание (1990)
1. Birds of Prey (1:11)
2. Ride the Bullet (4:17)
3. Supernatural (4:11)
4. Viva La Vogue (3:33)
5. Shoot That Laserbeam (Re-Recorded Version) (4:23)
6. Love Me Like a Loaded Gun (The 1990 Remix) (4:58)
7. Baby's Got a Neutron Bomb (The 1990 Remix) (3:24)
8. Love Revolution (3:59)
9. Scorpio Rising (4:33)
10. Mondo Trasho (4:24)
11. Dog (4:05)
12. My Army Of Lovers (3:28)
13. Hey Mr DJ (3:46)
14. I Am the Amazon (The 1990 Remix) (4:14)
15. Planet Coma 3AM (3:56)

Второе издание (1991)
1. Birds of Prey (1:10)
2. Ride the Bullet (The 1991 Remix) (3:42)
3. Supernatural (The 1991 Remix) (3:54)
4. Viva la Vogue (3:33)
5. Shoot That Laserbeam (Re-Recorded Version) (4:24)
6. Love Me Like a Loaded Gun (The 1990 Remix) (4:57)
7. Baby's Got a Neutron Bomb (The 1990 Remix) (3:23)
8. Love Revolution (4:02)
9. Scorpio Rising (4:32)
10. Mondo Trasho (4:23)
11. Dog (3:59)
12. My Army of Lovers (3:27)
13. Hey Mr. DJ (3:47)
14. I Am the Amazon (4:12)
15. Planet Coma 3AM (3:51)